# Vidolm, Alba
Vidolm (în maghiară Vidaly) este un sat în comuna Ocoliș din județul Alba, Transilvania, România.
Pe Harta Iosefină a Transilvaniei din 1769-1773 (Sectio 108) satul Vidolm apare sub numele de Vidally. Este atestat pentru prima dată în a doua jumătate a secolului al XV-lea. În Evul Mediu a făcut parte din domeniul familiei Toroczkay (de Rimetea).

## Obiective turistice
La Vidolm se găsește muntele Colțul Roșu, cu faimoasa rezervație de zadă („larice” - Larix decidua sp. carpatica), extinsă pe 92 ha, declarată rezervație forestieră, cu arbori seculari de 35–40 m înălțime.

## Transporturi
Haltă de cale ferată a Mocăniței (în prezent inactivă). Halta este înscrisă pe lista monumentelor istorice din județul Alba elaborată de Ministerul Culturii și Patrimoniului Național din România în anul 2010 (cod AB-II-m-B-20914.10).

## Imagini

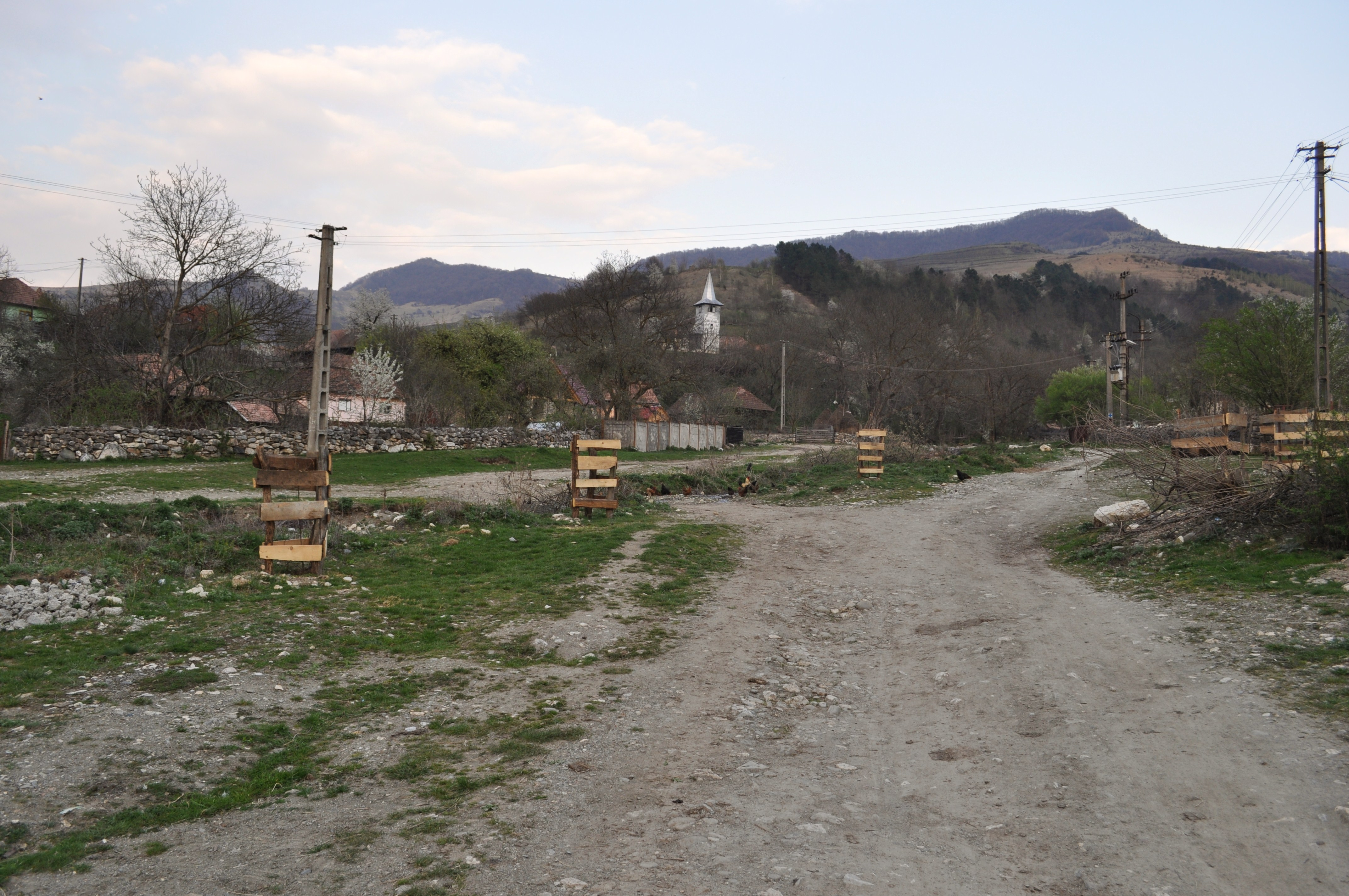
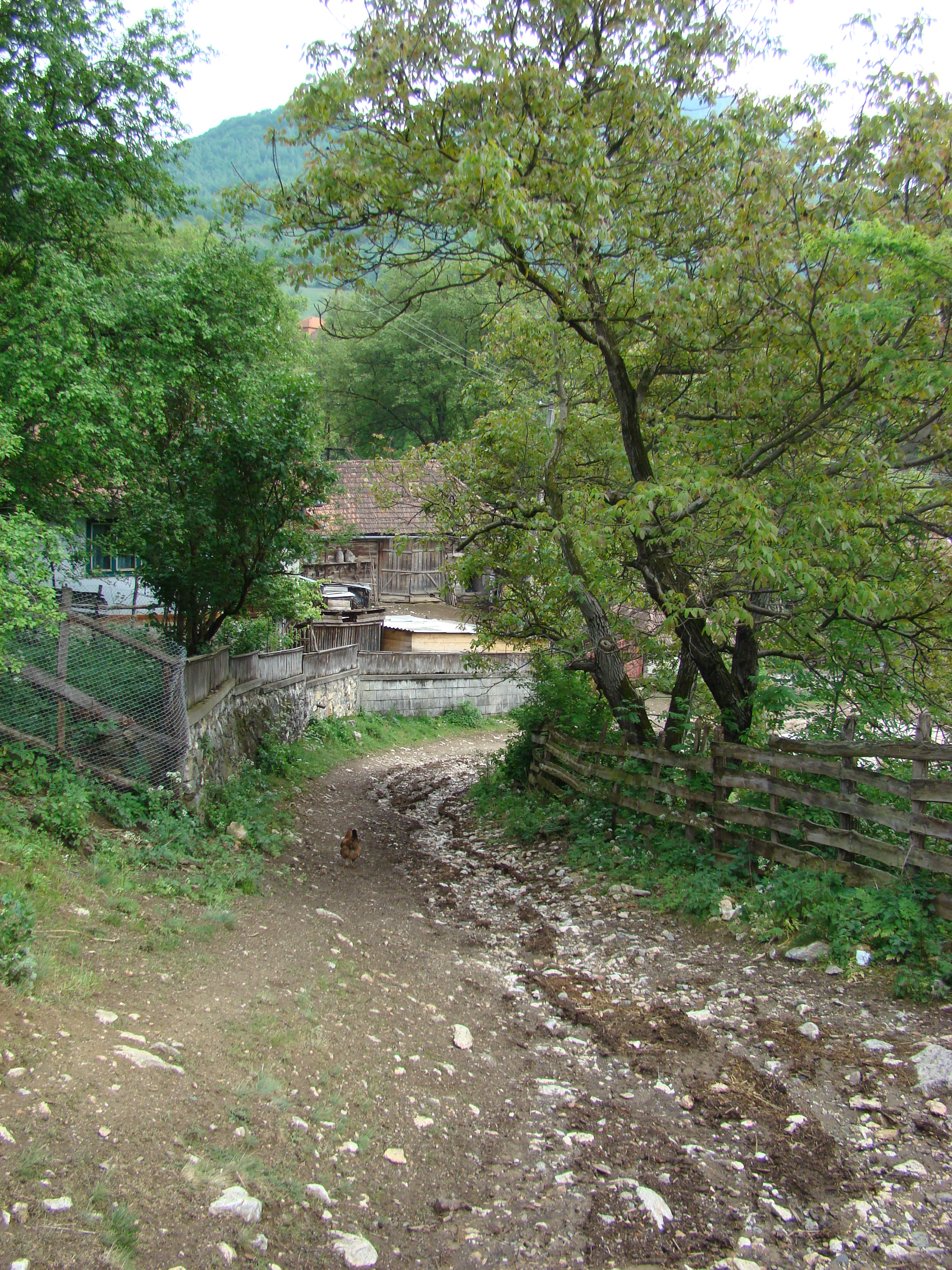
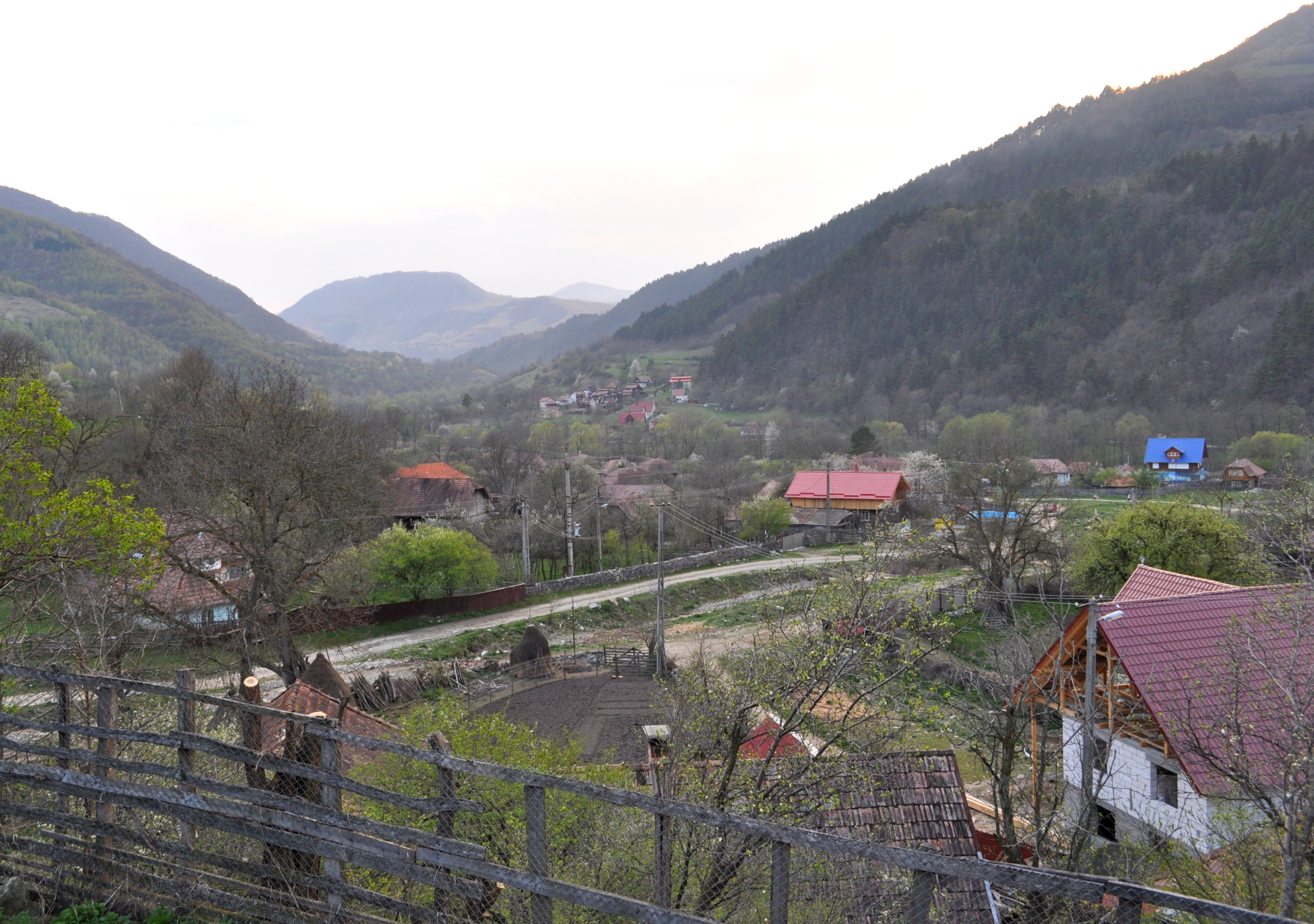
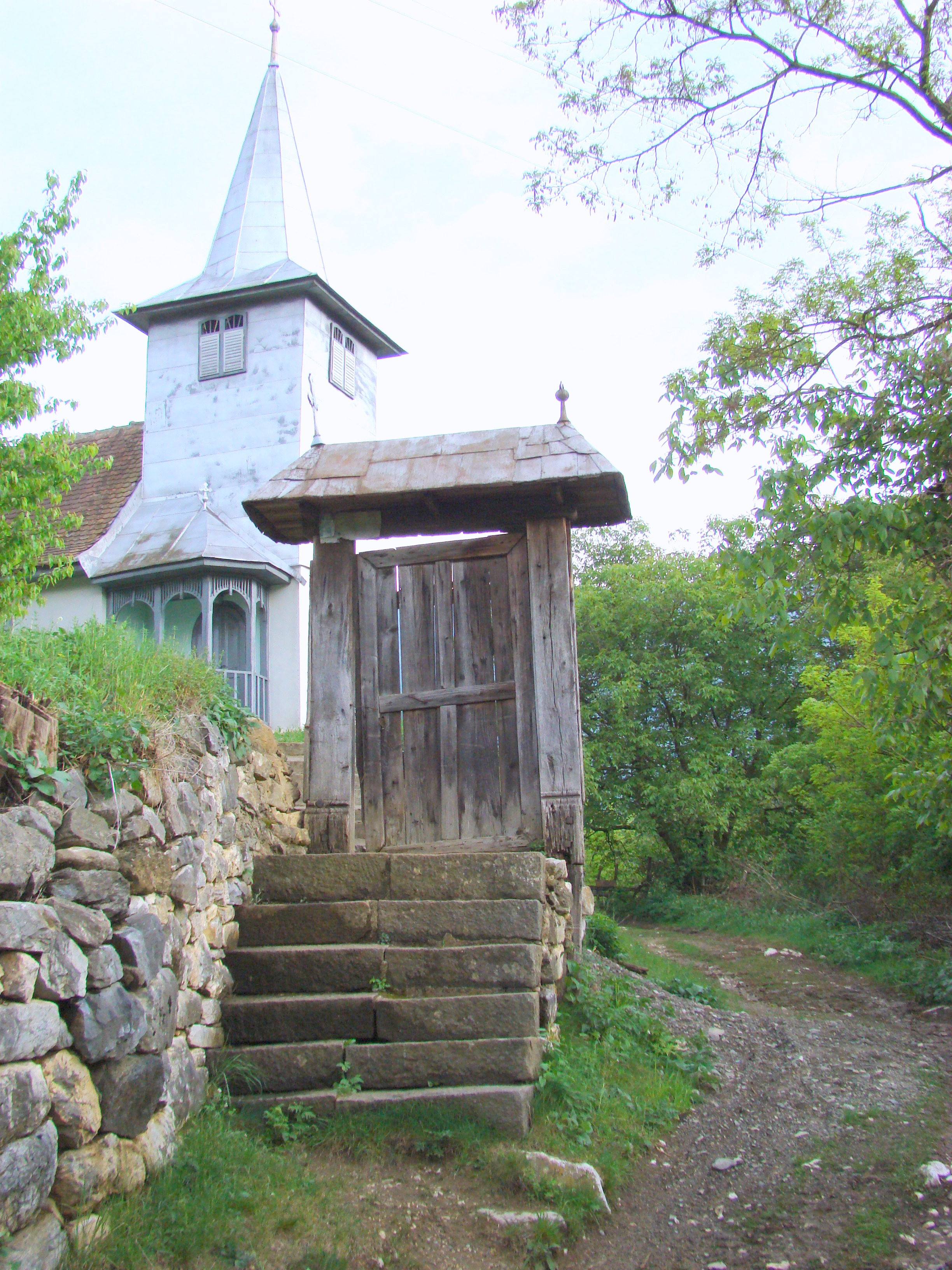
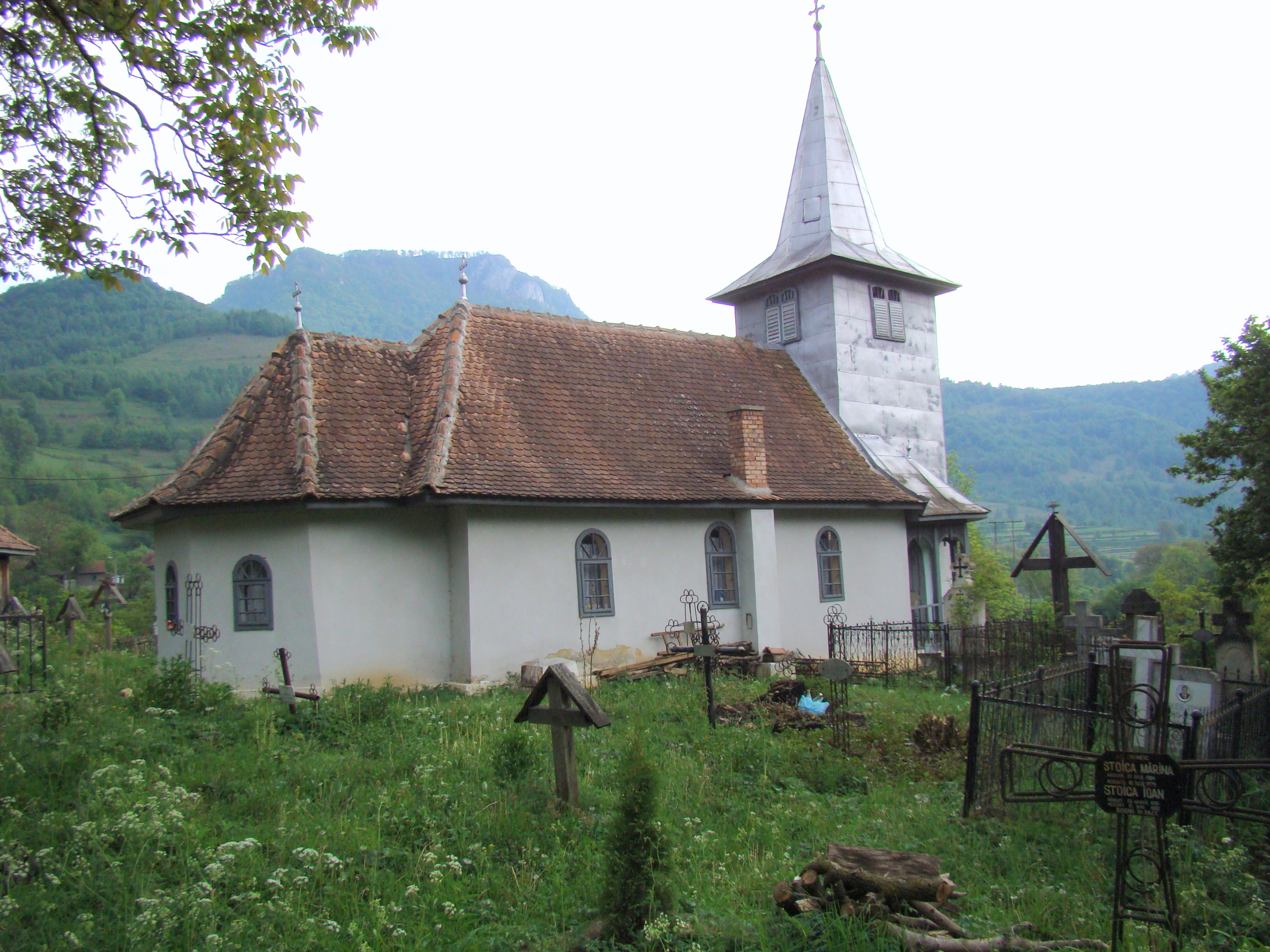
Biserica de lemn din Vidolm
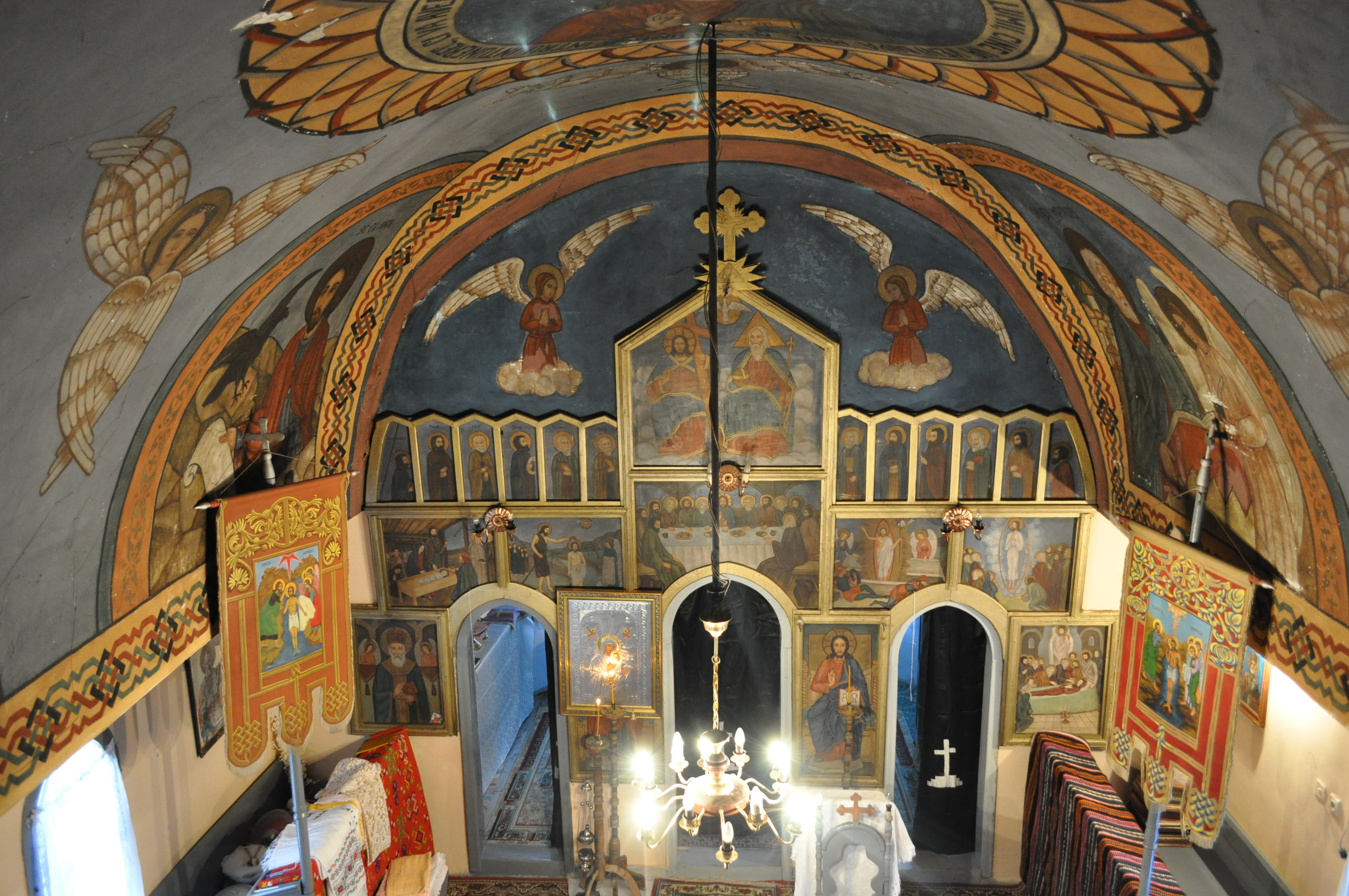
Biserica de lemn din Vidolm
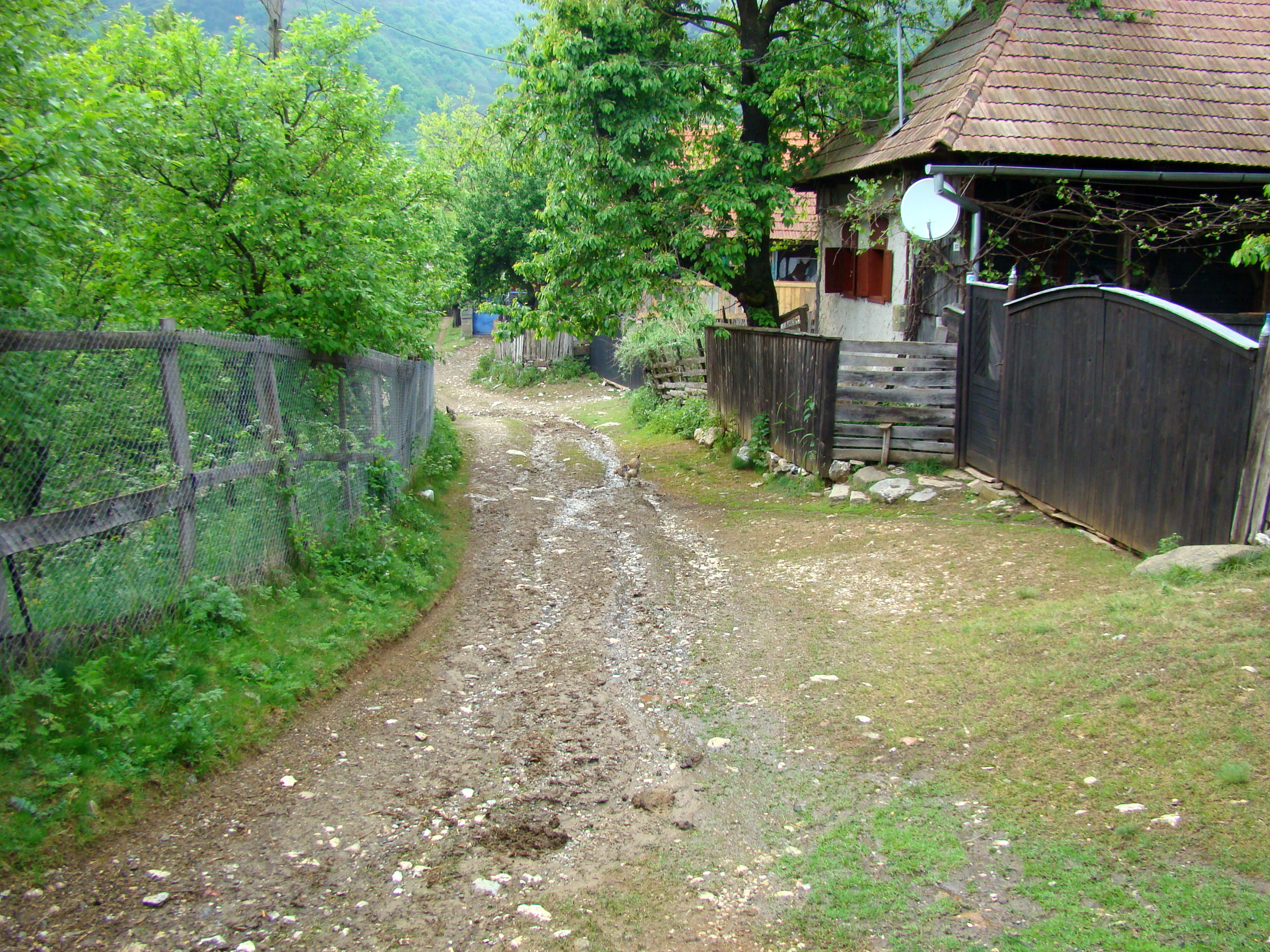
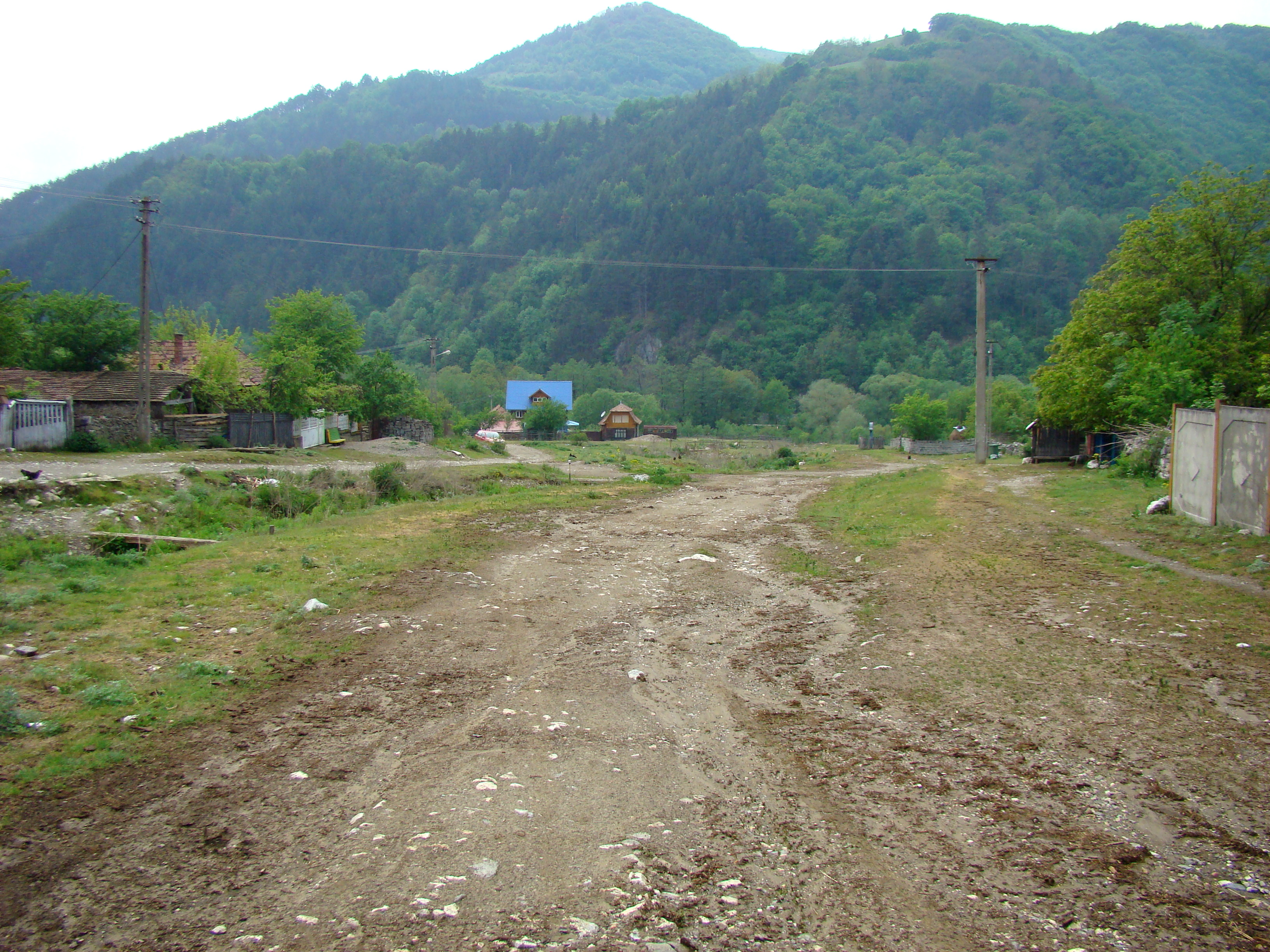